# Daihatsu Cuore
La Daihatsu Cuore est une petite citadine produite par le constructeur automobile japonais Daihatsu en huit générations de 1980 à nos jours.

## Sixième génération
La sixième génération de Daihatsu Cuore commence à être fabriquée en décembre 2002.
Première génération de Cuore à être commercialise en France, sa carrière y démarre en juin 2003. Elle y dispose alors d'un unique moteur 3 cylindres 1.0 58 ch, et de deux niveaux de finition (S et X).
En novembre 2006, une version destinée aux personnes à mobilité réduite appelée Daihatsu Mira Friend-Matic est lancée au Japon.
Début 2007, sa carrière européenne s'arrête au profit de la septième génération de Cuore. La sixième génération continue d'être fabriquée au Japon en version Friend-Matic jusqu'en août 2009.

En 2007, la Cuore commence sa carrière en Malaisie avec le badge du constructeur local Perodua. Appelé Perodua Viva, ce modèle est fabriqué jusqu'en 2014, principalement pour le marché malaisien.